# Matěj Zadražil
Matěj Zadražil (* 12. února 1994, Lomnice) je český hokejový útočník týmu HC Tábor. 
V sezoně 2014/15 nastupoval již třetí sezonu za karlovarskou juniorku v Mládežnické hokejové lize. Poté, co klub v lednu 2015 ukončil působení v této soutěži, zapojil se do tréninků prvoligového týmu HC Dukla Jihlava. Oba týmy se dohodly na hostování hráče do konce sezony. Na začátku prosince 2015 se stal posilou prostějovských Jestřábů.

## Kariéra
Zadražil je odchovancem sokolovského hokeje. Brzy se začal prosazovat do mládežnických reprezentací a nastoupil na MS do 17 let 2011 a MS do 18 let 2012.
V roce 2012 zahájil svojí první sezonu v MHL. V 64 zápasech dal osm gólů a přidal osm asistencí. V následující sezoně vstřelil ve 44 zápasech jedenáct gólů a zaznamenal dvanáct asistencí.
Nejlepších výsledků dosáhl v sezóně 2014/15. V této sezóně dostal příležitost i v jednom zápase A-týmu HC Energie Karlovy Vary v ELH. Důležitý byl ale hlavně pro juniorku Karlových Varů, jak už před sezónou předpovídal trenér Tomáš Mariška, když Zadražila pro klubový web popsal slovy: „Hráč s velkým přehledem ve hře, velmi dobrou hrou na kotouči a schopností zachovat chladnou hlavu v krizových okamžicích zápasu. Měl by jednoznačně patřit k oporám našeho mužstva.“ V průběhu základní části se to potvrdilo. Když 23. ledna juniorský tým Energie ukončil z finančních důvodů působení v soutěži, vedl Zadražil s 60 kanadskými body celou tabulku produktivity.
Po ukončení činnosti HC Energie Karlovy Vary v MHL odešel na zbytek sezony na hostování do Dukly Jihlava, kde při svém debutu vstřelil rozhodující gól v zápase s Kadaní.
Po dobrých výkonech, které předváděl na konci sezóny 2014/2015 se Dukla Jihlava domluvila s Matějem Zadražilem na pokračování hostování.
Až do roku 2018 byl hráčem HC Energie Karlovy Vary, ze které byl pravidelně posílán na hostování. Poté se vrátil do týmu HC Dukla Jihlava. Od roku 2023 je hráčem týmu HC Tábor.